# Rue au Péterinck
La rue au Pétérinck est une rue de Lille, dans le Nord, en France.

## Situation et accès
Située dans le quartier du Vieux-Lille, la rue de Péterinck relie la rue de la Monnaie à la place aux Oignons.
C’est une voie piétonnière étroite bordée de maisons des XVIIe siècle et XVIIe siècle actuellement restaurants, bars dans une zone très touristique.

## Origine du nom
Le nom de la rue provient du pétrissage de la farine.

## Historique
La rue est l’une des plus anciennes de Lille qui était à l’intérieur du castrum mentionné par la Charte de fondation de la collégiale Saint-Pierre. Cette agglomération primitive de 2 ha, peut-être entouré d’un fossé et d’une levée de terre, aurait précédé la fondation de la Collégiale Saint-Pierre en 1055,.
Les maisons datent de la fin du XVIIe siècle et du début du XVIIIe siècle, époque d’architecture française relativement sobre qui a succédé à l’architecture flamande très ornée . Ces maisons étaient occupées à l’origine par des artisans tisserands, les sayetteurs, qui installaient leurs métiers à tisser dans les combles ou dans les caves où l’humidité était favorable au traitement de la matière première. Avec le déclin de la sayetterie au XVIIIe siècle puis le développement de l’industrie textile mécanisée, les ouvriers des usines ont logé dans ces maisons avec leur famille y compris dans les caves au début et au milieu XIXe siècle. À la fin du XIXe siècle, la plupart des caves n’ont plus servi de logement mais le quartier est resté très pauvre.
Dans le roman « rue au Péterinck » paru en 1945, Gérard d’Orgeville décrit les environs de la place aux Oignons comme un « quartier de malheur avec ses rues si étroites qui, la nuit, deviennent un coupe-gorge, avec sa place trop petite pour servir à quelque chose, ses cours bordées de masures qui se désagrègent ou qui ne tiennent debout que parce qu’elles se soutiennent l’une l’autre ».
D’après Antoine Duquennoy, cette partie du Vieux Lille dans les années 1950 et 1960 « était un petit village bien vivant avec ses traditions, ses nombreux commerces, sa population assez homogène de travailleurs lillois de souche mais les conditions sanitaires étaient d’un autre âge » .
Les cours ne comportaient qu’un robinet et un WC pour 6 ou 7 familles.
Dans les années 1965-1970, l’arrivée d’immigrés maghrébins et portugais lui donnent une allure de casbah.
La rue au Péterinck fut comprise dans le secteur sauvegardé de Lille défini en juin 1967 mais la nécessité de sa préservation ne faisait pas l'unanimité à cette date.
L'intérêt pour ce patrimoine date de 1974 avec la découverte, sur les conseils de la Conservation des bâtiments de France, de carreaux et de gresseries, à une époque où les maisons étaient extrêmement délabrées. Plusieurs d’entre elles étaient squattées. C'était le secteur le plus pauvre du Vieux Lille.
En 1976, la société d'aménagement et d'équipement de Nord est chargée de travaux de confortement en prévision de la restauration de l'ensemble immobilier.
À la suite de la rénovation débutant en 1976, les habitants sont relogés, pour la plupart dans des logements sociaux dans d’autres quartiers, peu à proximité.
Beaucoup ont regretté ce départ et ont conservé la nostalgie de l’atmosphère vivante et conviviale de leur ancien quartier.
- La rue au Péterinck en 1975
- Façades de la rue au Péterinck en 1975
- Cour rue au Péterinck en 1975
- Maison rez-de-chaussée rue au Péterinck
- 10 rue au Péterinck en 1975

### La rue au Péterinck en 2018
Comme celles de la place aux oignons, les maisons de la rue Pétérinck ont été, rénovées ou partiellement reconstruites à l’identique de 1985 à 1990.
Depuis la fin du XXe siècle, la rue bordée de bars et de restaurants dans un secteur piétonnier est devenue très touristique.

La rue au Péterinck en 2018
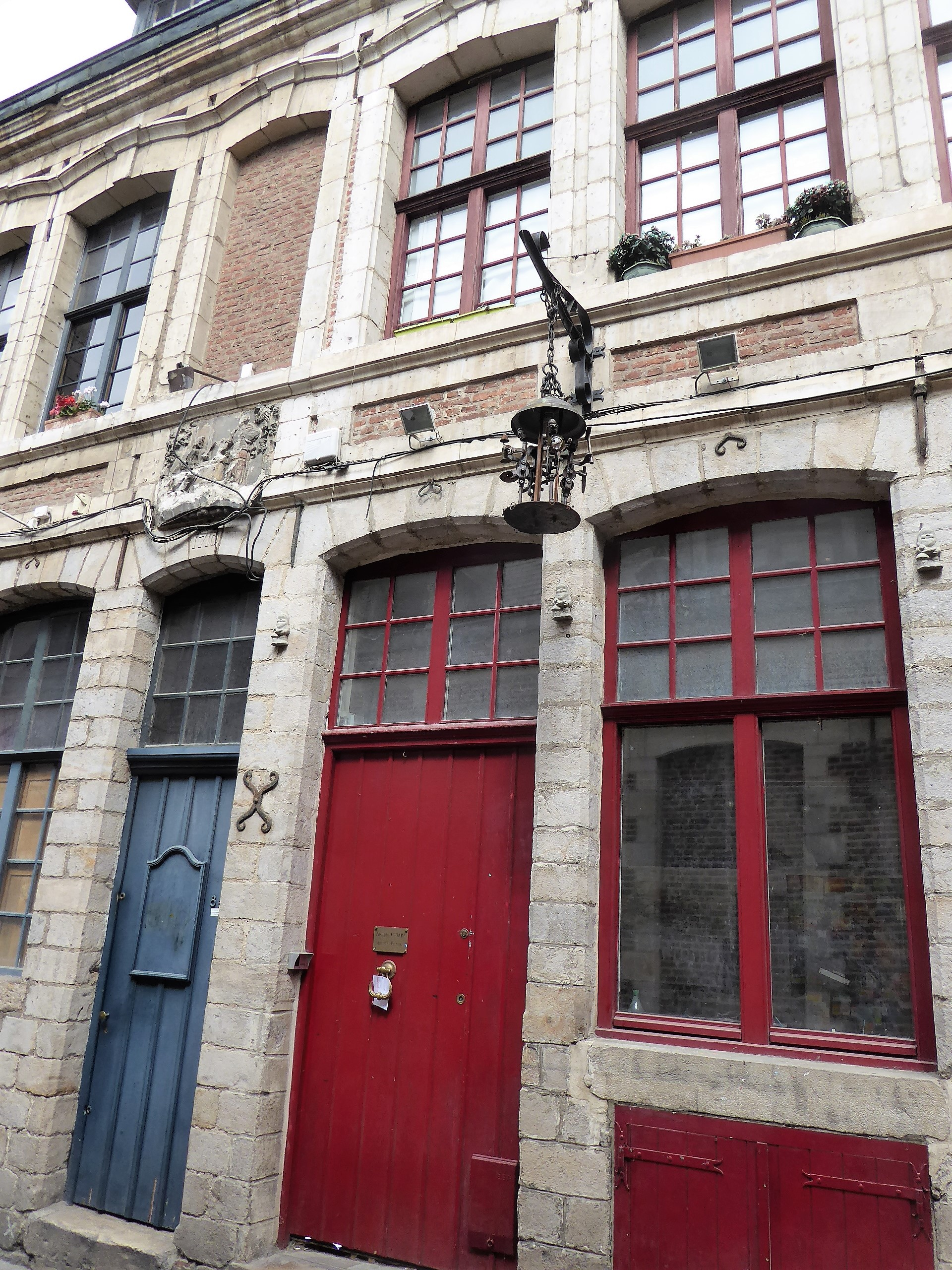
8 Rue au Pétérinck
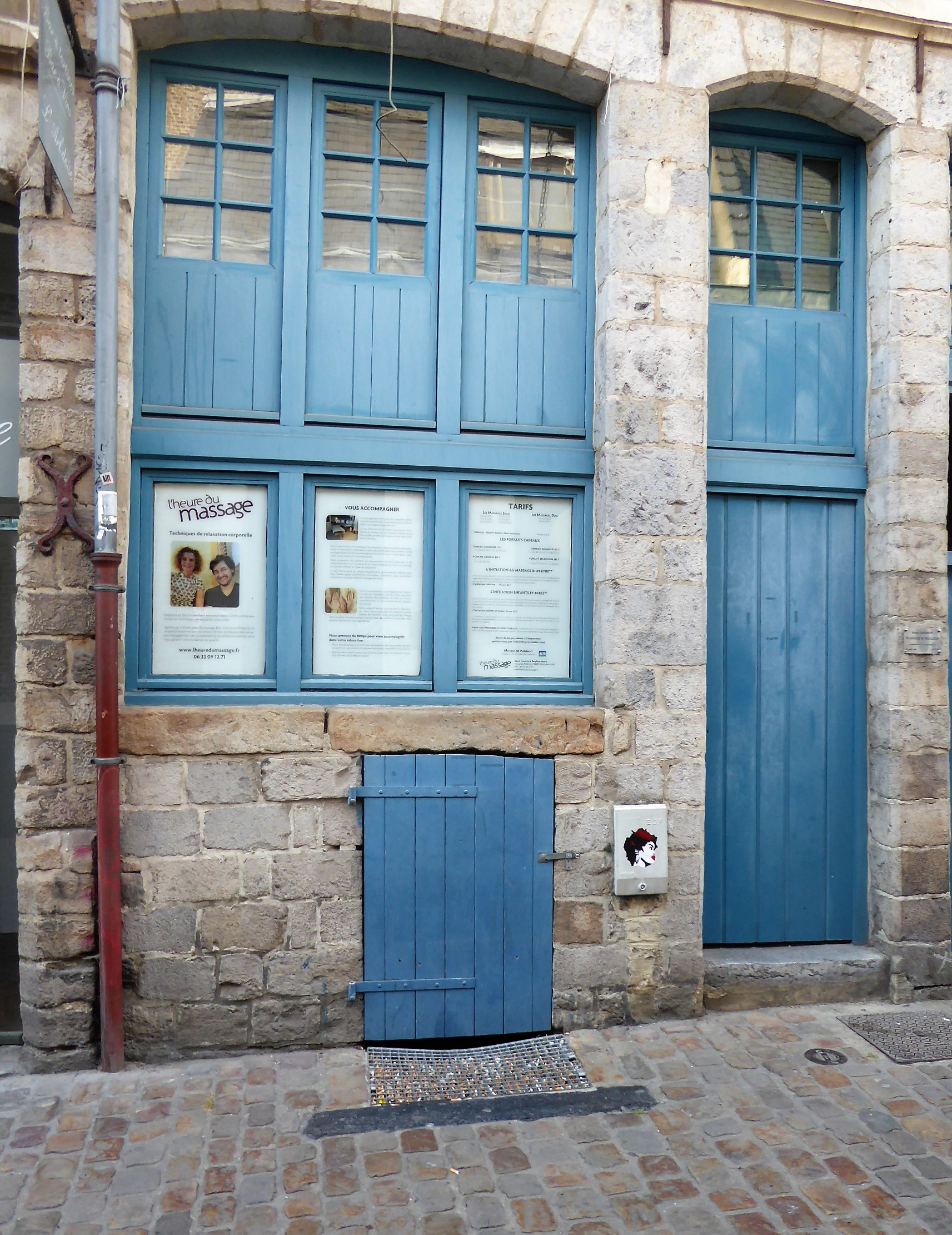
10 rue au Peterinck ancienne maison de sayetteur salon de massage
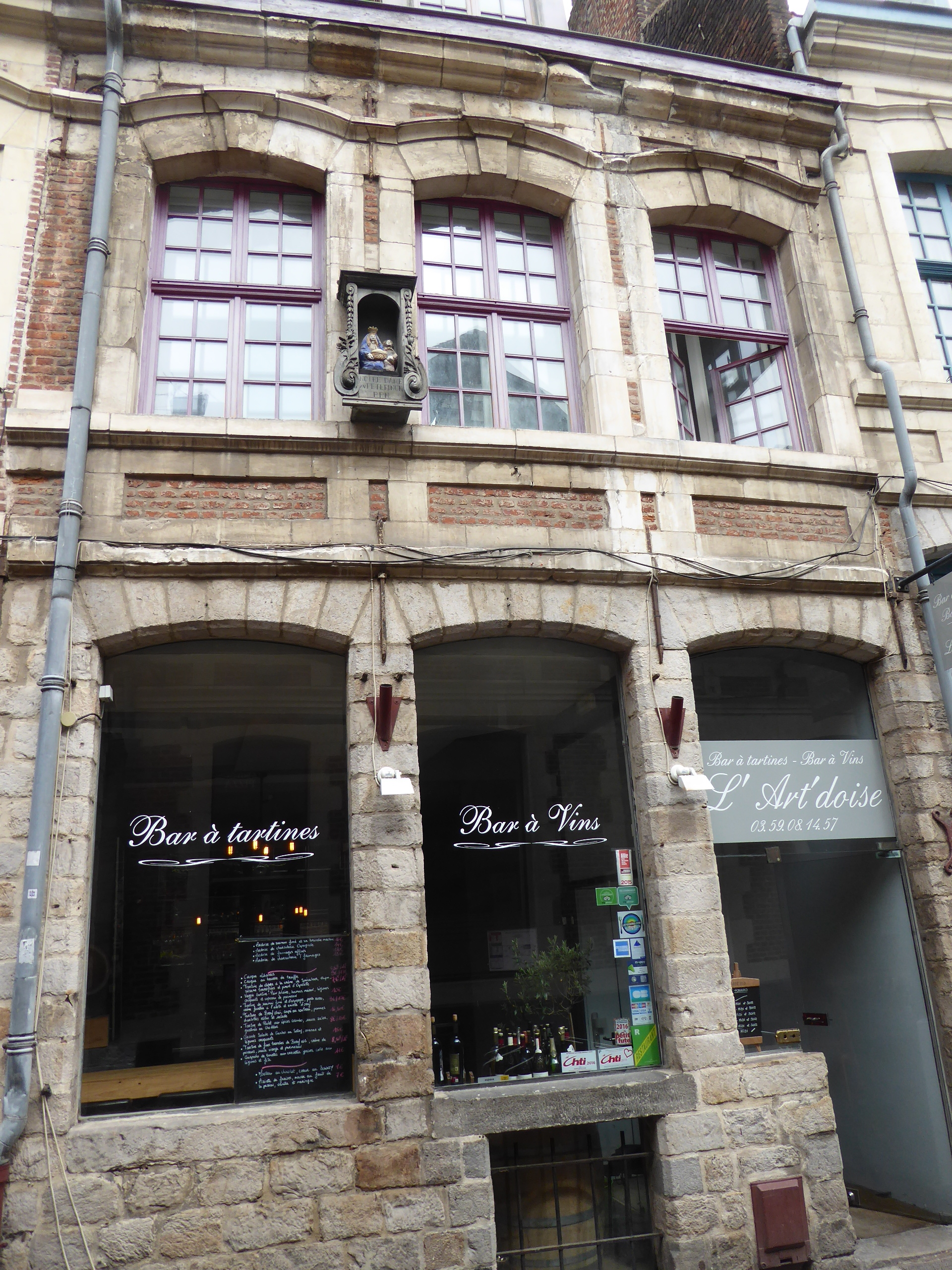
Bar à vins rue au Péterinck
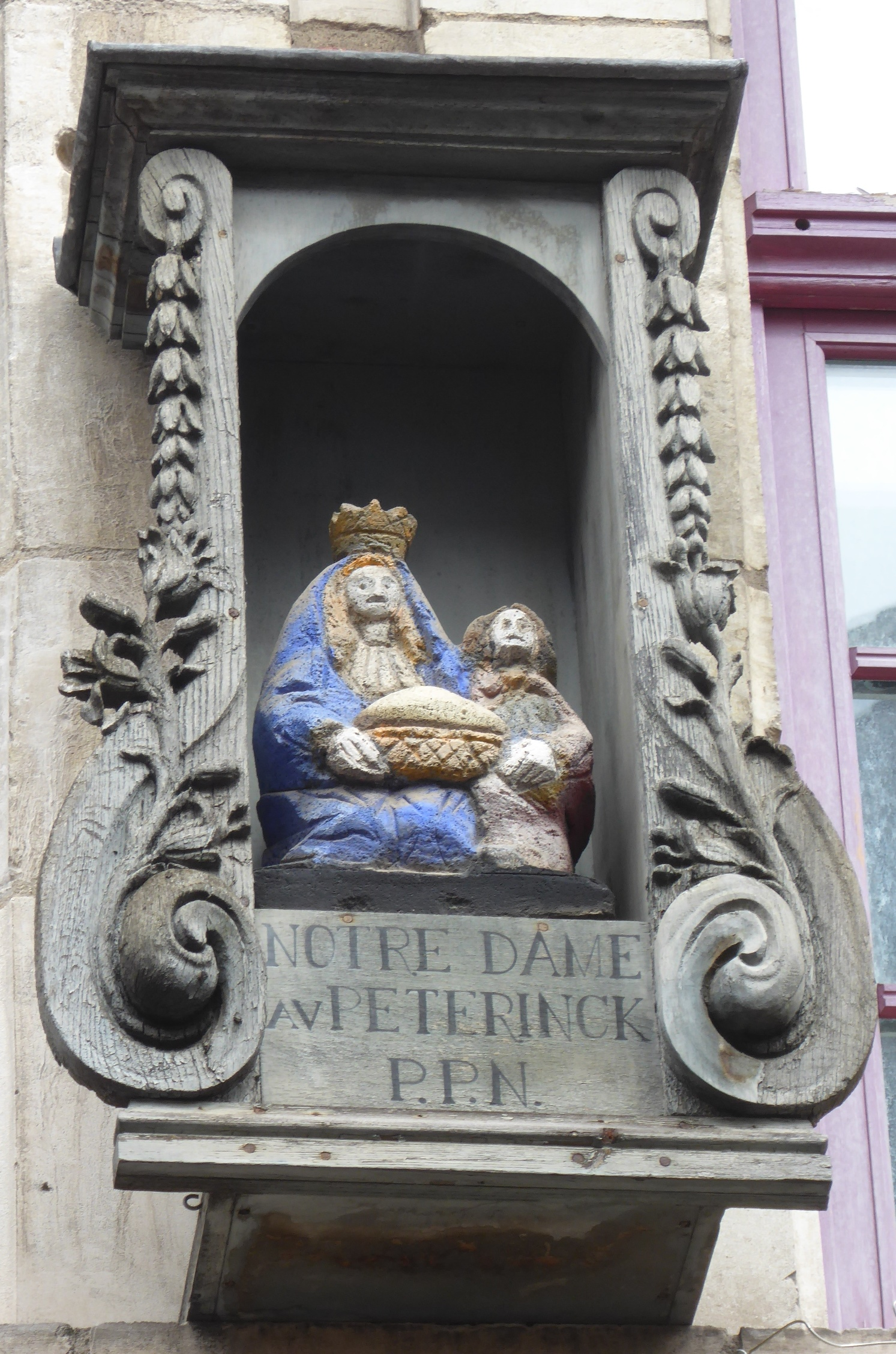
Notre-Dame au Péterinck

## Bâtiments remarquables et lieux de mémoire

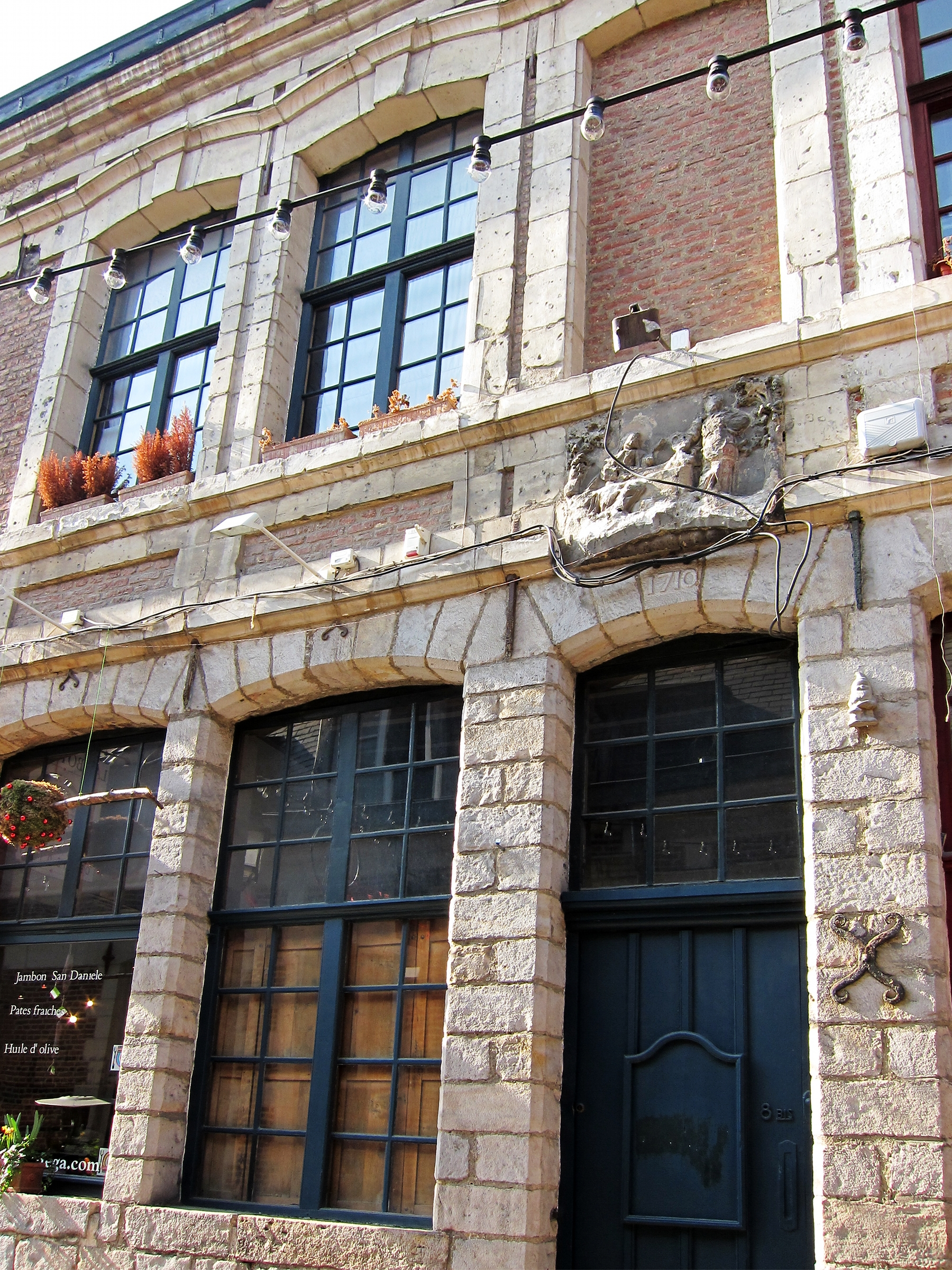
Lille 8bis rue au péterinck porte

La maison du no 8bis est inscrite depuis 1944 à l’inventaire des Monuments historiques pour son enseigne sculptée « au puits doré » sur la façade .

### Note
1. ↑  l’antériorité de cette agglomération est une supposition des historiens contemporains tels que Jean-Denis Clabaut, non une certitude. Cependant, il est assuré que la place aux Oignons et ses alentours comprenant la rue au Péterinck est au centre d'une des parties les plus anciennes de Lille